# 南相馬市民文化会館
南相馬市民文化会館（みなみそうましみんぶんかかいかん）は、福島県南相馬市にある多目的ホールである。
愛称は「ゆめはっと」で、シルクハットをイメージさせる外観と、市民の夢をかなえる意味から公募により決定された。
管理運営は、指定管理者制度により、公益財団法人南相馬市文化振興事業団により行われている。

## 概要
現在、福島県では最新のホールである。
2階席を有し、音響を重視した設計となっている。このような特徴から、音楽や演劇を中心とした舞台芸術の発表が数多く行われている。
大ホールの他、館内には可動席を有する小規模な多目的ホールが設けられており、こちらは各種展示会、講演会、セミナーを中心に利用されている。
ピアニストの舘野泉が名誉館長を務めている。

## 沿革
- 2003年5月 - 財団法人原町市文化振興事業団（現：公益財団法人南相馬市文化振興事業団）設立
- 2004年4月 - 原町市民文化会館の名称で開館
- 2006年1月1日 - 原町市と相馬郡小高町、鹿島町の合併により南相馬市誕生。同時に南相馬市民文化会館へ改称。
- 2011年3月11日 - 東北地方太平洋沖地震の発生に伴い、施設の利用が中止される。
- 2012年1月4日 - 施設の利用が再開される。
- 2020年
  - 4月18日 - 新型コロナウイルス感染症拡大防止のため臨時休館。
  - 5月20日 - 施設の利用が再開される。